# Zoran Lutovac
Zoran Lutovac, cyr. Зоран Лутовац (ur. 7 sierpnia 1964 w Belgradzie) – serbski polityk, politolog i dyplomata, w latach 2008–2013 ambasador Serbii w Czarnogórze, od 2018 do 2024 przewodniczący Partii Demokratycznej.

## Życiorys
Absolwent wydziału nauk politycznych na Uniwersytecie w Belgradzie, gdzie uzyskał również magisterium i doktorat. Zawodowo związany z instytutem nauk społecznych, pracował też w oddziale Fundacji im. Friedricha Eberta w Belgradzie. W 1996 dołączył do Partii Demokratycznej, był doradcą lidera tej partii, przewodniczącym jej komisji do spraw mniejszości narodowych oraz komisji do spraw praw człowieka. Pełnił funkcję doradcy serbskiego premiera do spraw politycznych, zasiadał w różnych rządowych i prezydenckich organach doradczych. W latach 2008–2013 zajmował stanowisko ambasadora Serbii w Czarnogórze.
W 2016 ubiegał się o przywództwo w Partii Demokratycznej. Przegrał wówczas z Draganem Šutanovacem, powierzono mu wówczas funkcję przewodniczącego rady politycznej. Dwa lata później, po rezygnacji swojego poprzednika, został nowym przewodniczącym demokratów. Jego ugrupowanie zbojkotowało wybory w 2020. Przed wyborami parlamentarnymi w 2022 otrzymał drugie miejsce na liście koalicji zawiązanej przez część ugrupowań opozycyjnych, uzyskał wówczas mandat deputowanego do Zgromadzenia Narodowego. W wyborach w 2023 kandydował natomiast z ramienia nowej opozycyjnej koalicji Serbia przeciw Przemocy, uzyskując reelekcję na kolejną kadencję serbskiego parlamentu. W 2024 nie został ponownie wybrany na przewodniczącego Partii Demokratycznej.